# Роберсонија (Пенсилванија)
Роберсонија (енгл. Robesonia) град је у америчкој савезној држави Пенсилванија.

## Демографија
По попису из 2010. године број становника је 2.061, што је 25 (1,2%) становника више него 2000. године.
| Група             | 2000.         | 2010.         |
| Белци             | 1.953 (95,9%) | 1.900 (92,2%) |
| Афроамериканци    | 21 (1,0%)     | 23 (1,1%)     |
| Азијати           | 9 (0,4%)      | 25 (1,2%)     |
| Хиспаноамериканци | 42 (2,1%)     | 91 (4,4%)     |
| Укупно            | 2.036         | 2.061         |